# Черноярка (Омская область)
Черноярка — упразднённая деревня в Тевризском районе Омской области России. Входила в состав Тевризского сельсовета. Исключена из учётных данных в 1972 году.

## География
Деревня находилась между реой Иртыш и озером Баут, на расстоянии примерно 4,5 километров (по прямой) к северо-западу от поселка Тевриз.

## История
Основана в 1776 г. По данным 1928 года состояла из 52 хозяйств. В административном отношении входила в состав Утузинского сельсовета Тевризского района Тарского округа Сибирского края. С 1935 г. организован колхоз имени Тельмана. Упразднена в 1972 г.

## Население
По данным переписи 1926 года в деревне проживало 333 человека (161 мужчина и 172 женщины), основное население — русские.